# Cleora inaequipicta
Cleora inaequipicta là một loài bướm đêm trong họ Geometridae.